# Juste un film
Pour plus de détails, voir Fiche technique et Distribution.
Juste un film (Csak egy mozi) est un film expérimental hongrois réalisé par Pál Sándor et sorti en 1985.

## Synopsis
Le cinéaste Peter (Jean-Pierre Léaud), accompagné de sa femme Judith (Deborah Javor), rentre chez lui après un tournage lorsqu'il aperçoit une belle jeune fille (Denissa Kučerová (hu)). Il rate délibérément le train pour Pest afin de la rencontrer. Pendant ce temps, à la gare, se présente Tamás (Tamás Major (hu)), l'acteur principal du film en cours de tournage, un vieil acteur sénile qui est sur le point d'être remplacé. Enfin, la mère du réalisateur (Gisela May) arrive à l'improviste.
Les événements se déroulent pendant un week-end de tournage, avec les personnages susmentionnés, un embrouillamini de relations et de souvenirs confus, et des conditions météorologiques extrêmes — vents violents, pluies torrentielles, soleil brûlant — dans un décor de cinéma (pont en bois, salle des miroirs, caravanes) situé dans une carrière.

## Fiche technique
- Titre original : Csak egy mozi[1]
- Titre français : Juste un film[2],[3]
- Réalisation : Pál Sándor
- Scénario : Péter Molnár Gál, Pál Sándor
- Photographie : Elemér Ragályi
- Montage : Zsuzsa Pósán, Pál Sándor
- Décors : Attila Kovács
- Société de production : Hunnia Filmstúdió
- Pays de production :  Hongrie
- Langue originale : hongrois
- Format : couleurs - 1,37:1 - Son mono - 35 mm
- Genre : Film expérimental
- Durée : 89 minutes
- Date de sortie :
  - Hongrie : 17 octobre 1985

## Distribution
- Jean-Pierre Léaud : Peter - le réalisateur
- Gisela May : la mère de Peter
- Tamás Major (hu) : Oborzil - vieil acteur
- Deborah Javor : Judit - la femme de Peter
- Denissa Kučerová (hu) : Judit 2 - l'amoureuse de Peter
- Dezső Garas